# Isson (rivière)
L'Isson est une rivière française dans le département de la Marne, et un affluent de la Marne, donc un sous-affluent de la Seine.

## Géographie
La longueur de son cours d'eau est de 20,4 kilomètres.
Le SANDRE et Géoportail ne sont pas d'accord : pour géoportail, l'Isson s'appelle d'abord le Fossé des Rouliers, et rejoint la Marne en s'appelant le Cavé. De même un affluent non référencé au SANDRE serait l'Isson dit le Radet..

### Communes et cantons traversés

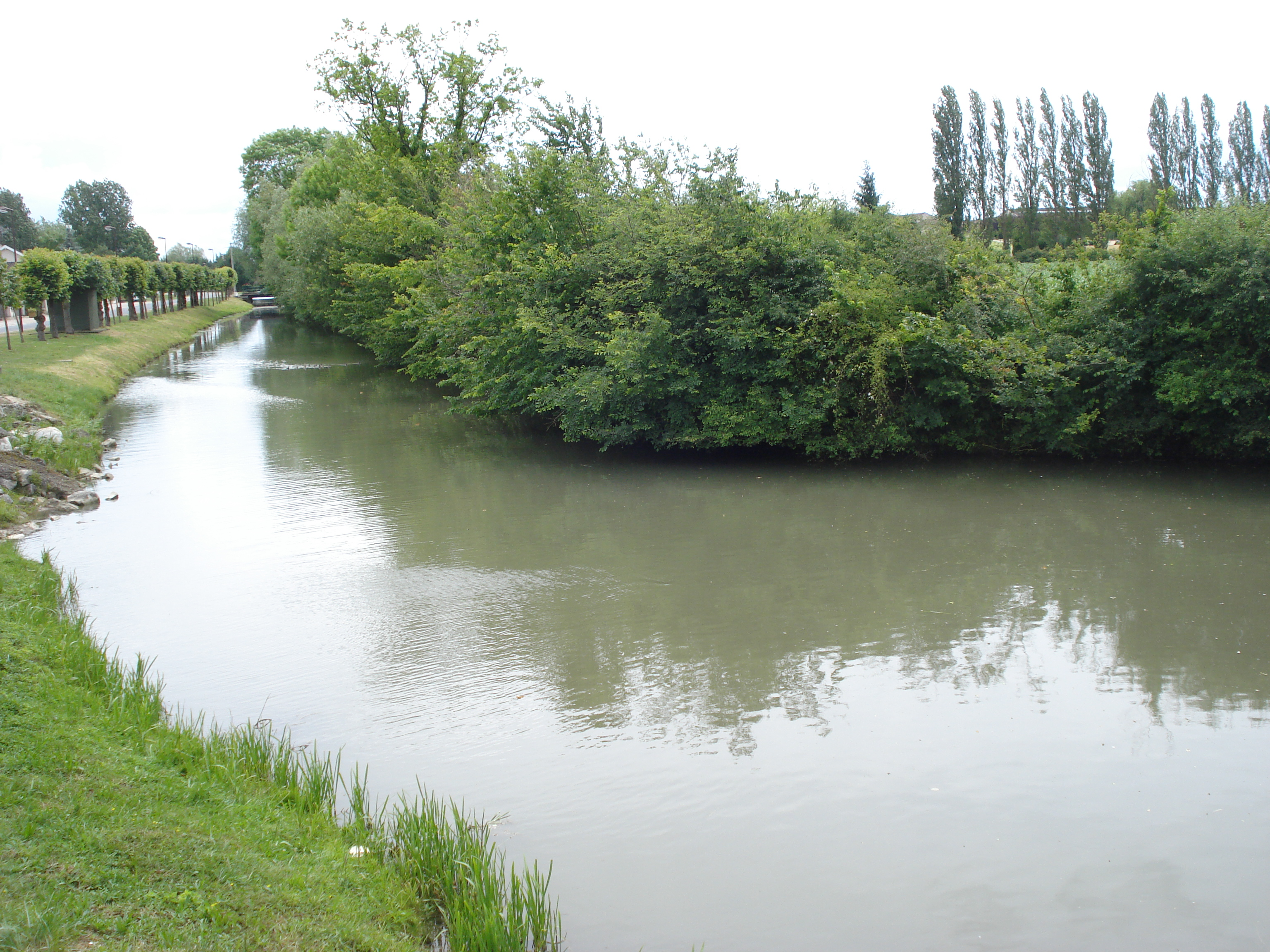
L'Isson à Saint-Rémy-en-Bouzemont-Saint-Genest-et-Isson.

Dans le seul département de la Marne, l'Isson traverse 7 communes et 2 cantons :
- dans le sens amont vers aval : Drosnay (source), Arrigny, Saint-Rémy-en-Bouzemont-Saint-Genest-et-Isson, Arzillières-Neuville, Norrois, Blaise-sous-Arzillières, Frignicourt (confluence), .

Soit en termes de cantons, l'Isson prend sa source dans le canton de Vitry-le-François-Est et conflue dans le canton de Saint-Remy-en-Bouzemont-Saint-Genest-et-Isson. 

## Toponyme
L'Isson a donné son hydronyme a la commune de Saint-Remy-en-Bouzemont-Saint-Genest-et-Isson.

## Affluents
L'isson a, selon le SANDRE, quatre affluents (et un défluent : le canal de la Blaise) :
- Le fossé des ajots, 4,4 km (rd) sur Arrigny et Saint-Remy-en-Bouzemont-Saint-Genest-et-Isson
- Le ruisseau de l'étang derzine, 11.3 km (rg) sur Brandonvillers, Gigny-Bussy, Margerie-Hancourt et Saint-Remy-en-Bouzemont-Saint-Genest-et-Isson et avec deux affluents. (il aussi appelé le Pars pour géoportail)
- Le ruisseau de la fontaine saint-antoine, 2,2 km (rg) sur Arzillières-Neuville, Blaise-sous-Arzillières, et Norrois et avec un affluent.
- Le canal de la blaise, 2 km sur les trois communes de Arzillières-Neuville, Blaise-sous-Arzillières, et Norrois.

Géoportail indique aussi un autre affluent, en rive gauche, la Noue Notre-Dame.

## Aménagements et écologie
L'Isson a quatre stations qualités des eaux de surface sur son cours:
- à Saint-Rémy-en-Bouzemont-Saint-Genest-et-Isson,
- à Arzillières-Neuville
- à Blaise-sous-Arzillières
- à Frignicourt

### Tourisme
Le Chateau de la Motte à Saint-Remy-en-Bouzemont-Saint-Genest-et-Isson avec son musée.